# Musée de l'écorché d'anatomie
Le musée de l'Écorché d'anatomie est un musée au Neubourg (Eure) qui rend hommage à Louis Auzoux, médecin français internationalement connu en tant que créateur de modèles anatomiques utilisés dans l'enseignement de la médecine humaine et dans l'enseignement vétérinaire.